# アルコア
アルコア社（Alcoa Inc.、NYSE:AA)はアルミニウム、アルミニウム製品およびアルミナの世界的なメーカーである。
社名の由来は「Aluminum Company of America」の頭文字を取ったものである。

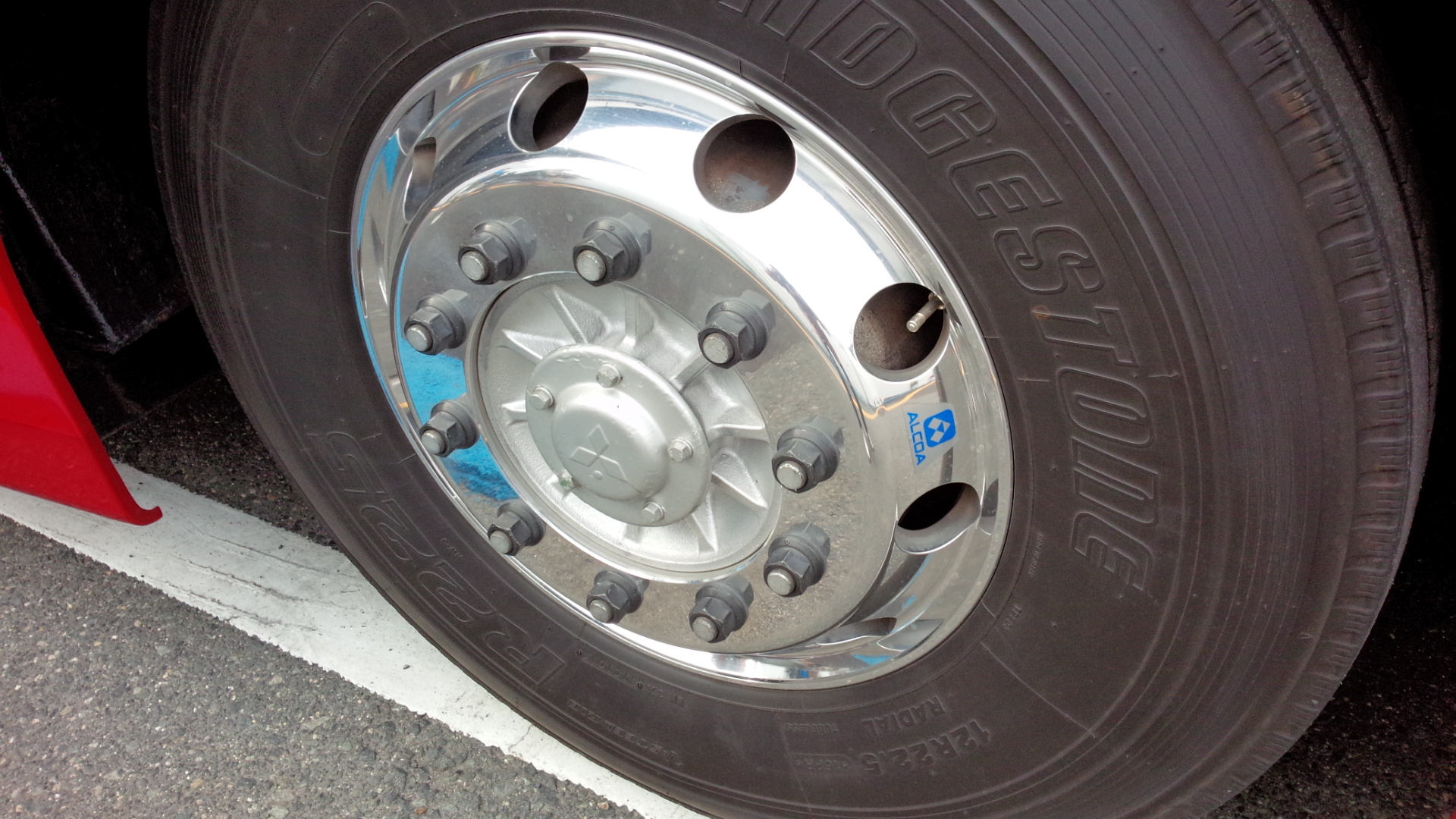
アルコア製アルミホイール（大型車用）

## 概要
アルコアはペンシルベニア州ピッツバーグ市で創業し、現在ニューヨーク市に本拠地を置いている。主に、アルミシートとアルミプレートのような製品、アルミ箔製品、また開拓中の分野として、航空宇宙製品、自動推進のコンポーネント、AFLの自動車事業、キャスティング、自動エンジニアリング製品およびファスナーなどを供給している。
さらに、アルコアは、自動車とトラック用、精密鋳造、産業ファスナー、ビニール羽目板、プラスチック、PVCフィルムおよび電気回路を含む非アルミニウム製品を供給している。アルコアの製品は、航空機、自動車、商用輸送、パッケージング、消費財、建物および建築、産業で使用される。アルコアは、中国に合弁企業を設立している。
2007年5月7日、アルコアはカナダの同業大手で世界第3位のアルキャンに対し買収総額約269億ドルの敵対的買収を提案した。しかしアルキャンは提案を拒否し、同年7月12日、資源メジャーの英豪リオ・ティントの友好的買収提案に合意した。リオ・ティントが合意に基づくTOBでアルキャンの株式の3分の2以上を取得し、アルキャンはリオ・ティントの既存のアルミニウム部門（世界第7位）と統合して新たなリオ・ティントのアルミニウム部門にあたる「リオ・ティント・アルキャン」を形成し世界最大のアルミニウム企業（ボーキサイトとアルミ地金）になった。そのためアルコアは地金生産量でロシアの同業ルサール（ロシア・アルミニウム）に次ぐ世界第3位に後退した。

### 日本への進出と断念
1970年に当時アメリカが統治していて、2年後に日本への復帰を控えていた沖縄に進出することを表明し、琉球政府も同年6月に進出を認可していたが、外資の進出に反発した日本の通商産業省（現・経済産業省）が音頭を取る形で本土の大手アルミ5社による共同出資で「沖縄アルミ」を設立したため、当時の日本ではアルミ産業の外資参入に際して、国内企業との合弁会社を設立することが必要不可欠だったこともあり、日本復帰後の合弁相手を探すことが困難になってしまったため、1971年5月に沖縄への進出を断念した。なお、沖縄アルミも事業化しないまま、解散した。

その後、日本の神戸製鋼とは技術提携しているが、日米で展開していた輸送機産業用アルミの合弁事業は2007年1月に解消した。

## 年表
- 1886年-チャールズ・マーティン・ホール、ホール・エルー法を発見。
- 1888年-ホール、アルフレッド・ハントと共にピッツバーグ・リダクション会社設立。
- 1889年-アルフレッドがアーサー・デイビスとジョージ・クラップをともないトーマス・メロンに融資を要請。
- 1907年-アメリカ・アルミナム会社に改名。
- 1999年-アルコアへ改名。
- 2022年-3月にロシア企業との取引を中止[4]。10月には、ロシア産アルミの輸入禁止を米政府に働きかけるロビー活動をしていることを認め、同時にロンドン金属取引所にロシア産アルミの上場廃止を求めたことも明らかにした[4]。